# Megaselia peyresquensis
Megaselia peyresquensis is een vliegensoort uit de familie van de bochelvliegen (Phoridae). De wetenschappelijke naam van de soort is voor het eerst geldig gepubliceerd in 1974 door Delage in Schmitz & Delage.